# فرهنگ چینی

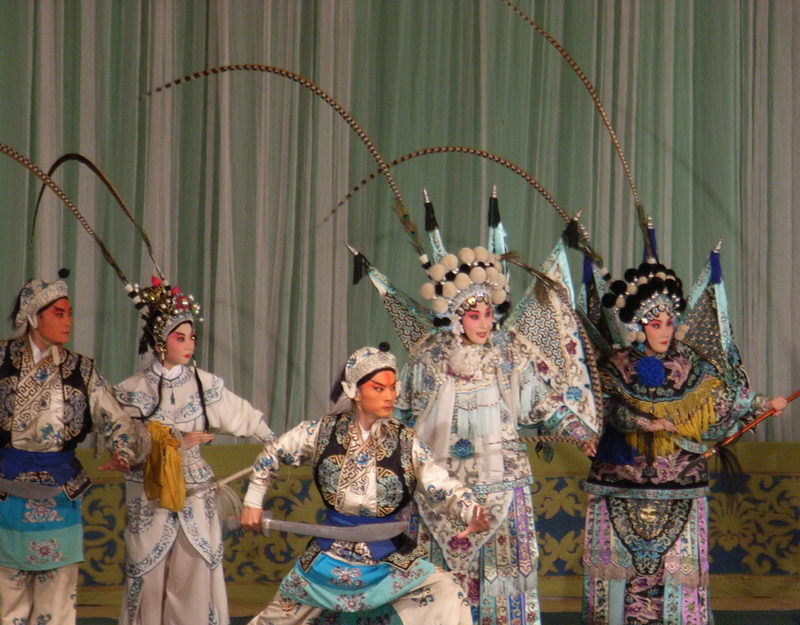
اجرایی از یک اپرای چینی در پکن

فرهنگ چینی گونه‌ای فرهنگ رشد کرده در گستره‌های جغرافیایی بزرگی از آسیای شرقی است با تنوعی عظیم از پوشش و آداب میان شهرها و استان‌های گوناگون کشور چین. این فرهنگ، که یکی از کهن‌ترین فرهنگ‌ها در جهان به‌شمار می‌رود، شامل ادبیات، موسیقی، هنرهای تجسمی، هنرهای رزمی، هنر آشپزی و غیره می‌شود که در منطقه گسترده‌ای از چین و در میان مردمان چینی اجرا می‌شده و می‌شود.

## هویت
امروزه ۵۶ گروه قومی در چین شناسایی شده‌اند. از دیدگاه تعداد اما پرشمارترین گروه قومی در چین، قوم هان هستند. در طول تاریخ بسیاری از این گروه‌ها در گروه‌های دیگر جذب شدند یا اثری از آن‌ها در تاریخ باقی نماند. در همین حین، بسیاری درون قوم هان فرهنگ‌ها و زبان‌های گوناگونی اختیار کردند.

## معضلات فرهنگی
قمار چنان در فرهنگ چینی جاافتاده است که تنها در سال ۲۰۱۲ میلادی سود قمارخانه‌های ماکائو مبلغی بالغ بر ۳۸ میلیارد دلار در مقایسه با قمارخانه‌های لاس‌وگاس با تنها ۶ میلیارد دلار بود.

## نگارخانه

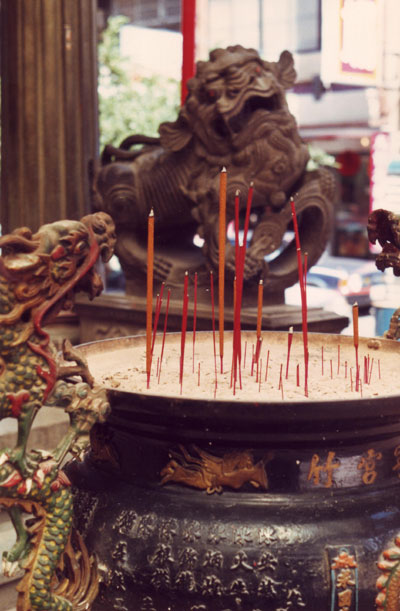
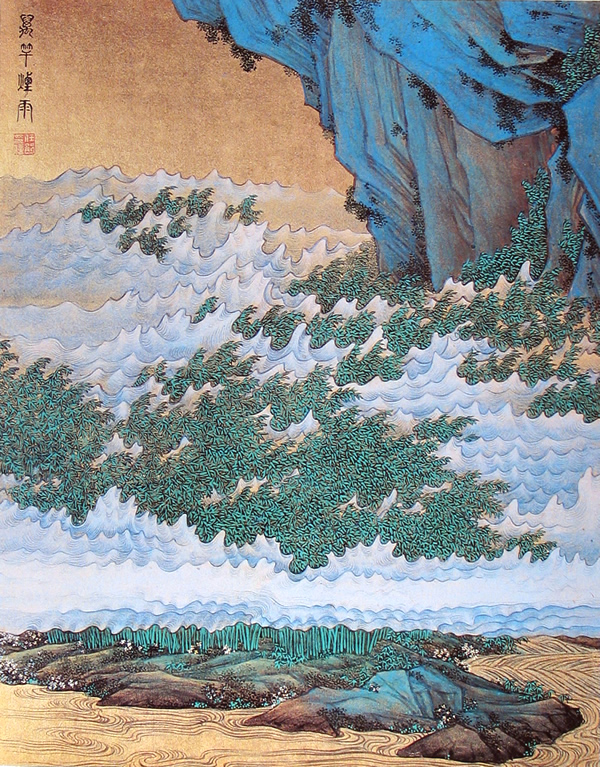
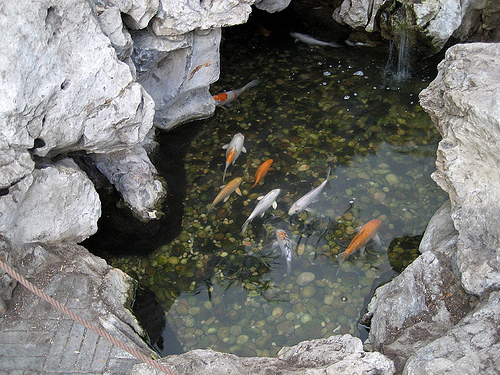
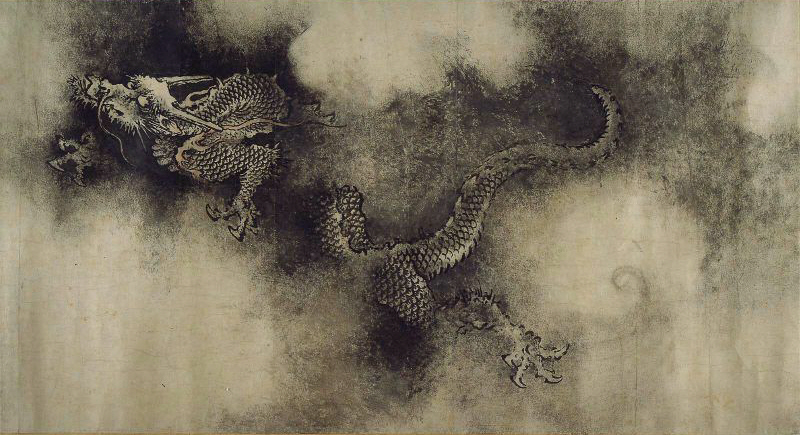